# Coordenades geogràfiques

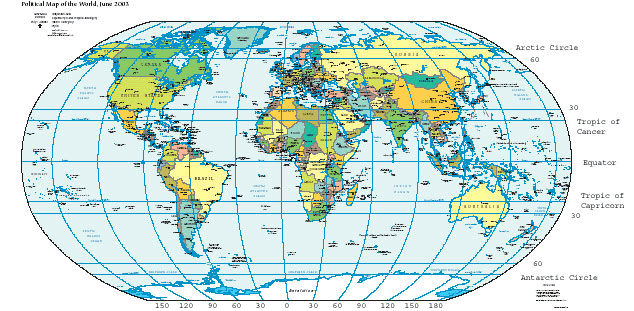
Mapa de la Terra mostrant els meridians i els paral·lels, segons la projecció Eckert VI; versió més gran (3.4MB)

El sistema de coordenades geogràfiques (GCS) és un sistema de coordenades esfèriques o geodèsiques per mesurar i comunicar posicions directament a la Terra com a latitud i longitud. És el més simple, el més antic i el més utilitzat dels diversos sistemes de referència espacial que s'utilitzen, i constitueix la base per a la majoria d'altres. Encara que la latitud i la longitud formen una tupla de coordenades com un sistema de coordenades cartesianes, el sistema de coordenades geogràfiques no és cartesiana perquè les mesures són angles i no es troben en una superfície plana.
Una especificació GCS completa, com les que figuren als estàndards EPSG i ISO 19111, també inclou una selecció de dades geodèsiques (incloent un el·lipsoide terrestre), ja que diferents dades donaran valors de latitud i longitud diferents per a la mateixa ubicació.
Les coordenades geogràfiques permeten determinar la posició de cada punt a la Terra mitjançant tres coordenades, utilitzen un sistema de coordenades esfèriques. Les dues primeres coordenades corresponen a la latitud i a la longitud del punt, la tercera a l'altitud sobre un nivell de referència.
La longitud d'un punt P de la superfície terrestre és l'arc d'equador comprès entre el punt d'intersecció del meridià de Greenwich amb l'equador i el punt d'intersecció del meridià local de P amb l'equador.
La latitud de P és l'arc del meridià local de P comprès entre l'equador i P, mesurat de 0° a 90° a cada hemisferi a partir de l'equador.
La Terra no és esfèrica, sinó que té una forma irregular que s'aproxima a un el·lipsoide de revolució. D'aquesta manera, l'extensió d'un grau de longitud o de latitud és diferent en diferents punts geogràfics, per la qual cosa cal fer correccions sobre el sistema de coordenades per tal que cada punt quedi determinat de forma no ambigua pels tres valors de coordenades.

Línies de latitud (esquerra) i longitud (dreta) dibuixades sobre el globus terraqüi.

La latitud i la longitud poden mostrar-se en tres formats equivalents (sigles en anglès):
- Graus Decimals Decimal Degree (DD) exemple 41.333- 106.500
- Graus:Minuts Degree:Minute (DM) exemple 41:20- 106:30
- Graus:Minuts:Segons Degree:Minute:Second (DMS) exemple 41:20:00- 106:30:00

Les línies d'igual longitud s'anomenen meridians i les d'igual latitud, s'anomenen paral·lels.

Les línies de longitud són perpendiculars i les de latitud són paral·leles a l'equador

## Història
La invenció d'un sistema de coordenades geogràfiques s'atribueix generalment a Eratòstenes de Cirene, que va compondre la seva Geografia, ara perduda a la Biblioteca d'Alexandria al segle III aC. Un segle més tard, Hiparc de Nicea va millorar aquest sistema determinant la latitud a partir de mesures estel·lars en lloc de l'altitud solar i determinant la longitud mitjançant els temps dels eclipsis lunars, més que no pas per estimació. Al segle I o II, Marí de Tir va compilar un extens nomenclàtor i un mapa del món matemàticament traçat utilitzant coordenades mesurades a l'est des d'un meridià principal a la terra més occidental coneguda, anomenada Fortunatae insulae, davant de la costa de l'Àfrica occidental al voltant de les Canàries o Cap Verd, i mesurada al nord o al sud de l'Illa de Rodes davant Anatòlia. Ptolemeu li va atribuir l'adopció total de la longitud i la latitud, en lloc de mesurar la latitud en termes de la durada del dia de mig estiu.
La geografia de Ptolemeu del segle II utilitzava el mateix meridià principal però en canvi mesurava la latitud des de l'equador. Després que el seu treball fos traduït a l'àrab al segle IX, el Llibre de la descripció de la Terra d’Al-Khwārizmī va corregir els errors de Marinus i Ptolemeu sobre la longitud del mar Mediterrani, fent que la cartografia àrab medieval utilitzés un primer meridià al voltant de 10° a l'est de la línia de Ptolemeu. La cartografia matemàtica es va reprendre a Europa després de la recuperació per Màxim Planudes del text de Ptolemeu una mica abans del 1300; el text va ser traduït al llatí a Florència per Jacopo d'Angelo cap al 1407.
El 1884, els Estats Units van acollir la Conferència Internacional del Meridià, a la qual van assistir representants de vint-i-cinc nacions. Vint-i-dos d'ells van acordar adoptar la longitud de l'Observatori Reial de Greenwich, Anglaterra, com a línia de referència zero. La República Dominicana va votar en contra de la moció, mentre que França i el Brasil es van abstenir. França va adoptar l'hora mitjana de Greenwich en lloc de les determinacions locals de l'Observatori de París el 1911.

## Latitud i longitud

Diagrama de les mesures d'angle de latitud ϕ i longitud λ per a un model esfèric de la Terra.

La latitud (abreviatura: Lat., ϕ o phi) d'un punt de la superfície terrestre és l'angle entre el pla equatorial i la recta que passa per aquest punt i pel (o prop de) el centre de la Terra. Les línies que uneixen punts de la mateixa latitud tracen cercles a la superfície de la Terra anomenats paral·lels, ja que són paral·lels a l'equador i entre si. El pol Nord és de 90° N; el pol Sud és de 90° S. El paral·lel 0° de latitud és designat com l'Equador, el pla fonamental de tots els sistemes de coordenades geogràfiques. L'equador divideix el globus en els hemisferis nord i sud.
La longitud (abreviatura: Long., λ o lambda) d'un punt de la superfície terrestre és l'angle a l'est o a l'oest d'un meridià de referència amb un altre meridià que passa per aquest punt. Tots els meridians són meitats de grans el·lipses (sovint anomenades Cercle màxim), que convergeixen als pols nord i sud. El meridià de l'Observatori Reial de Greenwich, al sud-est de Londres, Anglaterra, és el Meridià zero internacional, encara que algunes organitzacions, com ara l’Institut national de l'information géographique et forestière francès —continuen utilitzant altres meridians amb finalitats internes. El primer meridià determina els hemisferis oriental i occidental adequats, encara que els mapes sovint divideixen aquests hemisferis més a l'oest per tal de mantenir el Vell Món en un sol costat. El meridià antípoda de Greenwich és 180°W i 180°E. Això no s'ha de lligar amb la Línia internacional de canvi de data, que en divergeix en diversos llocs per raons polítiques i de conveniència, inclòs entre l'extrem oriental de Rússia i les illes Aleutianes de l'extrem occidental.
La combinació d'aquests dos components especifica la posició de qualsevol lloc a la superfície de la Terra, sense tenir en compte l'altitud ni la profunditat. La quadrícula visual d'un mapa formada per línies de latitud i longitud es coneix com a retícula. L'origen/punt zero d'aquest sistema es troba al golf de Guinea al voltant de 625 km al sud de Tema, Ghana, una ubicació sovint anomenada illa Null.

## Dada geodèsica
Per tal de ser inequívocs sobre la direcció de la vertical i la superfície horitzontal per sobre de la qual estan mesurant, els cartogràfics trien un el·lipsoide de referència amb un origen i una orientació determinats que millor s'ajustin a la seva necessitat de l'àrea a cartografiar. A continuació, trien el mapa més adequat del sistema de coordenades esfèriques sobre aquest el·lipsoide, anomenat sistema de referència terrestre o dada geodèsica.
Les dades poden ser globals, és a dir, representen tota la Terra, o poden ser locals, és a dir, representen un el·lipsoide que s'ajusta millor a només una part de la Terra. Els punts de la superfície de la Terra es mouen entre si a causa del moviment de les plaques continentals, l'enfonsament i el moviment de marea diürn de la Terra causat per la Lluna i el Sol. Aquest moviment diari pot arribar a ser d'un metre. El moviment continental pot ser de fins a 10 cm a l'any, o 10 m en un segle. Una zona d'alta pressió del sistema meteorològic pot provocar un enfonsament de 5 mm. Escandinàvia augmenta 1 cm l'any com a conseqüència de la fusió de les capes de gel de l'última edat de gel, però la veïna Escòcia només augmenta 0.2 cm. Aquests canvis són insignificants si s'utilitza una dada local, però són estadísticament significatius si s'utilitza una dada global.
Alguns exemples de dades globals inclouen el Sistema Geodèsic Mundial (WGS 84, també conegut com EPSG:4326), la dada predeterminada utilitzada per al Sistema de posicionament global, i l’International Terrestrial Reference System and Frame (ITRF), utilitzat per estimar la deriva dels continents i la deformació de l'escorça. La distància al centre de la Terra es pot utilitzar tant per a posicions molt profundes com per a posicions a l'espai.
Les dades locals escollides per una organització cartogràfica nacional són el Datum nord-americà, l'ED50 europeu i l’OSGB36 britànic. Donada una ubicació, la dada proporciona la latitud {\displaystyle \phi } i longitud {\displaystyle \lambda }. Al Regne Unit hi ha tres sistemes comuns de latitud, longitud i alçada en ús. WGS 84 difereix a Greenwich de l'utilitzat als mapes publicats OSGB36 per aproximadament 112 m. El sistema militar ED50, utilitzat per l'OTAN, difereix d'uns 120 m a 180 m.
És possible que la latitud i la longitud d'un mapa fet amb una dada local no siguin les mateixes que les obtingudes d'un receptor GPS. La conversió de coordenades d'una dada a una altra requereix una transformació de datum com una transformació de Helmert, encara que en determinades situacions una simple translació pot ser suficient.
Al programari GIS popular, les dades projectades en latitud/longitud sovint es representen com un sistema de coordenades geogràfiques. Per exemple, les dades en latitud/longitud si la dada és el Datum nord-americà de 1983 es denoten amb GCS North American 1983.

## Durada d'un grau
Al GRS 80 o WGS 84 esferoide al nivell del mar a l'equador, un segon latitudinal mesura 30,715 m, un minut latitudinal és 1843 m i un grau latitudinal és 110,6 km. Els cercles de longitud, meridians, es troben als pols geogràfics, amb l'amplada oest-est d'un segon que disminueix naturalment a mesura que augmenta la latitud. A l'equador al nivell del mar, un segon longitudinal mesura 30,92 m, un minut longitudinal és 1855 m i un grau longitudinal és 111 km. A 30° un segon longitudinal és 26,76 m, a Greenwich (51°28′38″N) 19,22 m, i a 60° és de 15,42 m.
Al WGS 84 esferoide, la longitud en metres d'un grau de latitud a la latitud ϕ (és a dir, el nombre de metres que hauríeu de recórrer per una línia nord-sud per moure's 1 grau de latitud, quan es troba a la latitud ϕ), és d'aproximadament
La mesura retornada de metres per grau de latitud varia contínuament amb la latitud.
De la mateixa manera, la longitud en metres d'un grau de longitud es pot calcular com
(Aquests coeficients es poden millorar, però tal com es mantenen la distància que donen és correcta en un centímetre).
Ambdues fórmules retornen unitats de metres per grau.
Un mètode alternatiu per estimar la longitud d'un grau longitudinal en latitud {\displaystyle \phi } és suposar una Terra esfèrica (per obtenir l'amplada per minut i segon, dividiu per 60 i 3600, respectivament):
on el radi meridional mitjà de la Terra {\displaystyle \textstyle {M_{r}}\,\!} és de 6.367.449 m. Atès que la Terra és un esferoide oblat, no esfèric, aquest resultat es pot reduir en diverses dècimes de %; una millor aproximació d'un grau longitudinal a latitud {\displaystyle \phi } és
on el radi equatorial de la Terra {\displaystyle a} és igual a 6.378.137 m {\displaystyle \textstyle {\tan \beta ={\frac {b}{a}}\tan \phi }\,\!} {\displaystyle \textstyle {\tan \beta ={\frac {b}{a}}\tan \phi }\,\!}; per al GRS 80 i WGS 84 esferoides, {\textstyle {\tfrac {b}{a}}=0.99664719}. ({\displaystyle \textstyle {\beta }\,\!} es coneix com la latitud reduïda (o paramètrica). A part de l'arrodoniment, aquesta és la distància exacta al llarg d'un paral·lel de latitud; aconseguir la distància al llarg de la ruta més curta serà més feina, però aquestes dues distàncies sempre es troben a 0,6 m l'una de l'altra si els dos punts estan a un grau de longitud.
| Latitud       | ciutat          | Grau     | Minut    | Segon   | ±0.0001° |
| ------------- | --------------- | -------- | -------- | ------- | -------- |
| 60°           | Sant Petersburg | 55,80 km | 0,930 km | 15.50 m | 5,58 m   |
| 51° 28′ 38″ N | Greenwich       | 69,47 km | 1.158 km | 19.30 m | 6,95 m   |
| 45°           | Bordeus         | 78,85 km | 1.31 km  | 21.90 m | 7,89 m   |
| 30°           | Nova Orleans    | 96,49 km | 1.61 km  | 26.80 m | 9,65 m   |
| 0°            | Quito           | 111.3 km | 1.855 km | 30.92 m | 11.13 m  |

## Codificacions alternatives
Com qualsevol sèrie de nombres de diversos dígits, els parells latitud-longitud poden ser difícils de comunicar i recordar. Per tant, s'han desenvolupat esquemes alternatius per codificar les coordenades GCS en cadenes o paraules alfanumèriques:
- el sistema de localització Maidenhead, popular entre els operadors de ràdio.

- el Sistema de referència geogràfic mundial (GEOREF), desenvolupat per a operacions militars globals, substituït per l'actual Sistema de referència d'àrea global (GARS).

- Open Location Code o "Plus Codes", desenvolupat per Google i llançat al domini públic.

- Geohash, un sistema de domini públic basat en la Corba de Lebesgue de Morton.

- Mapcode, un sistema de codi obert desenvolupat originalment a TomTom.

- What3words, un sistema propietari que codifica les coordenades GCS com a conjunts pseudoaleatoris de paraules dividint les coordenades en tres números i cercant paraules en un diccionari indexat.

Aquests no són sistemes de coordenades diferents, només mètodes alternatius per expressar mesures de latitud i longitud.